# Juan Maglio ''Pacho''
Juan Ignacio Maglio (Buenos Aires, 18 novembre 1880 – Buenos Aires, 14 luglio 1934) è stato un compositore e direttore d'orchestra argentino, chiamato anche "Pacho".

## Biografia
Fu uno dei musicisti più importanti della Guardia Vieja e compose numerosi tanghi, molti dei quali divennero dei classici, quali Armenonville e Sábado inglés.

## I Primi anni
Figlio dell'italiano Pantaleón Maglio e dell'argentina Carmen Dodero, ebbe 6 fratelli: Tino, María Juana, Roque, Justina, Carmen e Carlos.
Iniziò a familiarizzare con la musica grazie al bandoneón che suonava suo padre e, presto, iniziò a studiare musica con un piccolo strumento con solo 13 voci inizialmente con Luis Almeida, detto "El Negro Cototo" e nel 1898 con Domingo Santa Cruz, l'autore del tango Unión Cívica.
Per il suo carattere, suo padre lo soprannominò pazzo, soprannome che i suoi amici trasformarono in pacho e che gli rimase per sempre.

## Inizio della carriera musicale
Debuttò in pubblico nel 1899 in un trio con Julián Urdapilleta al violino e Luciano Ríos alla chitarra, al caffè El Vasco di Barracas.
Nel 1903 formò un quartetto con Ríos e Carlos Guerriero al violino e José Guerriero al flauto quindi nel 1910 suonò per la prima volta al caffè La paloma nella Avenida Santa Fe.
A questa seguirono altre esibizioni in numerosi altri locali, per ritornare nel 1912, e con un grande successo, a La paloma. In quello stesso periodo Maglio venne contattato dalla casa discografica Columbia per alcune incisioni.
In questa occasione costituì la "Orquesta Típica Criolla Juan Maglio Pacho", che comprendeva José "Pepino" Bonano al violino e Carlos "Hernani" Macchi al flauto e queste prime incisioni ebbero un notevole successo di vendite.
Negli anni 1914, 1915 continuò le esibizioni in locali, spostandosi fra Montevideo e Buenos Aires.
Nel 1920 formò una nuova orchestra con Rafael Rossi e Nicolás Primiani al bandoneón, Juan Carlos Ghio al piano, Benito Juliá, Salvador Viola e "El Pibe" Rossi al violino e José Galarza al flauto e alle percussioni. Da questa formazione passarono musicisti che sarebbero poi diventati celebri, come Elvino Vardaro, Rodolfo Biagi, Federico Scorticati, Juan Polito e nel 1932 un ragazzo di 15 anni che si chiamava Aníbal Troilo.
Agli inizi del 1930 formó un complesso di musica paraguaya con il quale interpretava polche, la maggior parte delle quali con titoli in lingua guaraní, che firmava come Maglio oppure con lo pseudonimo Oglima (un anagramma di Maglio).
Durante la sua carriera incise quasi 900 pezzi musicali, la maggior parte dei quali solo strumentali, includendo talvolta cantanti solo nel ruolo di estribillistas.
I suoi dischi divennero così popolari che nei negozi di dischi la gente chiedeva direttamente "dammi un pacho" per dire che voleva un disco. (nota)
La sua ultima incisione fu per il marchio Odeon, il 17 aprile 1934, registrando la ranchera Qué esperanza di sua composizione, e il Vals Recordándote, di Gerardo Metallo.

## Le sue composizioni
Nel 1908 compose El zurdo, il suo primo tango, al quale seguirono Quasi nada (sottotitolatoEl combate), Armenonville, Jeanne, Un copetín, Adelita, Sábado inglés, Royal Pigall (reintitolato ¡Qué has hecho de mi cariño! quando fu aggiunto il testo di José González Castillo), Cielito, La Guardia Vieja, Tacuarí, ¡Tomá mate!, Chile, Ando pato, La gaucha Manuela e molti altri.
A un secondo periodo del "tango-canción" risalgono Llegué a ladrón por amarte (testo e musica), La chacarera (in collaborazione con José Servidio e con testi di Juan Andrés Caruso), Tango Argentino (con Alfredo Bigeschi), A media noche e Copen la banca (entrambi in collaborazione con Enrique Dizeo), El curdela (con Jorge Luque Lobos), El llorón (un antico tango che recuperò e per il quale Enrique Cadícamo scrisse il testo), oltre ad altri.
Fra i vals, fra tutti occorre menzionare Violetas, María Esther, Orillas del Plata, Horas de hastío e Copo de nieve.
- "La gaucha Manuela", tango, 1912.

## Opere
- Armenonville
- Ca-ra-ca-fú
- El tío soltero
- Flores (Vals)
- La pareja
- Llegué a ladrón por amarte
- Margot
- Orillas del Plata (Vals)
- Sábado inglés
- Un copetín
- Violetas (Vals)
- El zurdo
- Quasi nada
- Jeanne
- ¡Qué has hecho de mi cariño!
- Cielito
- La Guardia Vieja
- Tacuarí
- ¡Tomá mate!
- Chile
- Ando pato
- La chacarera
- Tango Argentino
- A media noche
- Copen la banca
- El curdela
- El llorón
- María Esther (Vals)
- Horas de hastío (Vals)
- Copo de nieve (Vals)